# دومینیک بوس هارت
دومینیک بوس هارت (انگلیسی: Dominique Bosshart؛ زادهٔ ۷ اکتبر ۱۹۷۷) تکواندوکار اهل سوئیس است.